# Hydranthea phialiformis
Hydranthea phialiformis är en nässeldjursart som beskrevs av Antsulevich 1983. Hydranthea phialiformis ingår i släktet Hydranthea och familjen Lovenellidae. Inga underarter finns listade i Catalogue of Life.